# 박용범
박용범(1983년 5월 12일 ~ )은 대한민국의 배우이다.

## 학력
- 중앙대학교 연극학과

## 출연작

### 영화
- 《열두번째 인턴》 (2019년) - 오 주임 역
- 《철가방》 (2017년) - 이 순경 역
- 《신들린 연기》 (2014년) - 강산 역
- 《픽업 아티스트》 (2014년) - 정희수 역
- 《인간중독》 (2014년) - 취사병 역